# Comuna Olenivka, raionul Vinnîțea, regiunea Vinnița
Olenivka (în ucraineană Оленівка) este o comună în raionul Vinnîțea, regiunea Vinnița, Ucraina, formată din satele Oleksandrivka și Olenivka (reședința).

## Demografie
Componența lingvistică a satului Olenivka
     Ucraineană (98,53%)
     Rusă (1,3%)
     Alte limbi (0,09%)
Conform recensământului din 2001, majoritatea populației satului Olenivka era vorbitoare de ucraineană (98,53%), existând în minoritate și vorbitori de rusă (1,3%).